# 圣米歇尔卢贝茹
圣米歇尔卢贝茹（法語：Saint-Michel-Loubéjou，法語發音：[sɛ̃ miʃɛl lubeʒu]）是法国洛特省的一个市镇，位于该省北部偏东，属于菲雅克区。

## 地理
圣米歇尔卢贝茹（44°53'42"N, 1°51'1"E）面积5.25 平方千米，位于法国奧克西塔尼大區洛特省，该省份为法国西南部内陆省份，北起顺时针与科雷兹省、康塔爾省、阿韦龙省、塔恩-加龙省、洛特-加龍省和多尔多涅省接壤。
与圣米歇尔卢贝茹接壤的市镇（或旧市镇、城区）包括：欧图瓦尔、贝尔蒙布勒特努、布勒特努、科尔纳克、普吕多马、圣让莱斯皮纳斯、圣梅达尔-德普雷斯克。

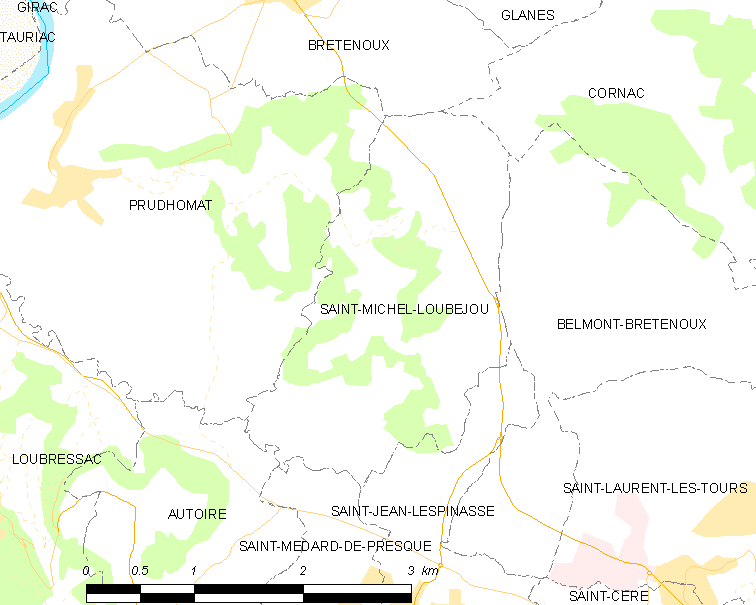
圣米歇尔卢贝茹的OSM定位图

圣米歇尔卢贝茹的时区为UTC+01:00、UTC+02:00（夏令时）。

## 行政
圣米歇尔卢贝茹的邮政编码为46130，INSEE市镇编码为46284。

## 政治
圣米歇尔卢贝茹所属的省级选区为塞尔-塞加拉县。

## 人口

1962-2008年间圣米歇尔卢贝茹人口变化图示

圣米歇尔卢贝茹于2022年1月1日时的人口数量为416人。